# Glina (Mazovia)
Glina [pronunciación en polaco: /ˈɡlina/] es un pueblo ubicado en el distrito administrativo de Gmina Solec nad Wisłą, dentro del Distrito de Lipsko, Voivodato de Mazovia, en el este de Polonia central. Se encuentra aproximadamente a 7 kilómetros al suroeste de Solec nad Wisłą, a 10 kilómetros al sureste de Lipsko, y a 136 kilómetros al sur de Varsovia.